# Annegret Soltau
Annegret Soltau (Lüneburg, Alemanya, 16 de gener de 1946) és una artista alemanya.
Temes com l'experiència personal, la maternitat i l'edat són recurrents en les obres d'Annegret Soltau, la majoria de les quals exploren conceptes del jo femení malmès, però buscant i transformant.
Per a la seva sèrie de fotografies titulades Selbst (Jo, 1975), es va lligar al voltant de la cara un fil negre molt prim. Mentre que les primeres fases de filar aquest «capoll» no generen més que un impacte subtil, l'efecte del cap completament embolcallat és molt més pertorbador. En les dues últimes de les catorze fotografies, l'artista talla els fils amb unes tisores i així allibera el seu rostre. Soltau compara el procés d'embolicar-se e en una mena de capoll amb la metamorfosi que es produeix en el món natural en passar un insecte de larva a pupa, que també culmina en una destrucció que permet que sorgeixi una cosa nova.
En el dibuix Umschlossene (Tancada, 1973), el fil és tan gruixut que embolcalla la part superior del cos com una peça de roba pesant. La cara de la dona és tranquil·la i inexpressiva, malgrat que la robusta espiral que serpenteja vigorosament al voltant del seu cos li impedeix els moviments i la fixa en una postura immòbil.